# Paradysderina huila
Espèce
Paradysderina huila est une espèce d'araignées aranéomorphes de la famille des Oonopidae.

## Distribution
Cette espèce est endémique du département de Huila en Colombie,. Elle se rencontre à Resinas vers 1 600 m d'altitude.

## Description
La femelle holotype mesure 2,50 mm.

## Étymologie
Cette espèce est nommée en référence au lieu de sa découverte, le département de Huila.

## Publication originale
- Platnick & Dupérré, 2011 : The Andean goblin spiders of the new genera Paradysderina and Semidysderina (Araneae, Oonopidae). Bulletin of the American Museum of Natural History, no 364, p. 1-121 (texte intégral).